# Resolutie 1135 Veiligheidsraad Verenigde Naties
Resolutie 1135 van de Veiligheidsraad van de Verenigde Naties, een resolutie over Angola, werd unaniem door de VN-Veiligheidsraad aangenomen op 29 oktober 1997. De resolutie verlengde de MONUA-waarnemingsmissie met drie maanden.

## Achtergrond
Nadat Angola in 1975 onafhankelijk was geworden van Portugal keerden de verschillende onafhankelijkheidsbewegingen zich tegen elkaar om de macht. Onder meer Zuid-Afrika en Cuba bemoeiden zich in de burgeroorlog, tot ze zich in 1988 terugtrokken. De VN-missie UNAVEM I zag toe op het vertrek van de Cubanen. Een staakt-het-vuren volgde in 1990, en hiervoor werd de UNAVEM II-missie gestuurd. In 1991 werden akkoorden gesloten om democratische verkiezingen te houden die eveneens door UNAVEM II zouden worden waargenomen.

## Inhoud

### Waarnemingen
Angola en specifiek de UNITA moesten dringend de uitvoering van hun vredesakkoord voltooien. Dat proces ging echter niet meer vooruit. Dat was vooral aan de UNITA te wijten, die niet aan haar verplichtingen voldeed. Verder speelde ook MONUA een belangrijke rol in deze fase van het vredesproces.

### Handelingen

#### A
Het mandaat van MONUA werd verlengd tot 30 januari 1998. Ook werd de aanbeveling van secretaris-generaal Kofi Annan om de terugtrekking van de militaire eenheden van de missie uit te stellen tot eind november gesteund.

#### B
De Raad eiste dat Angola en vooral de UNITA onverwijld de overige aspecten van het vredesproces uitvoerden. Zo moest de UNITA meewerken aan de uitbreiding van het staatsgezag in geheel Angola. De secretaris-generaal werd gevraagd hier tegen 8 december en vervolgens om de negentig dagen over te rapporteren. Het reisverbod voor UNITA-functionarissen waarvoor in resolutie 1127 was gewaarschuwd zou op 30 oktober van kracht worden.

#### C
Nog steeds werd gedacht dat overleg tussen de president van Angola en de leider van UNITA goed zou zijn voor het vredesproces. Ten slotte werd de internationale gemeenschap om steun gevraagd bij de demilitarisatie en herintegratie van strijders, ontmijning, huisvesting van ontheemden en het herstel van de economie.

## Verwante resoluties
- Resolutie 1127 Veiligheidsraad Verenigde Naties
- Resolutie 1130 Veiligheidsraad Verenigde Naties
- Resolutie 1149 Veiligheidsraad Verenigde Naties (1998)
- Resolutie 1157 Veiligheidsraad Verenigde Naties (1998)

Lijst ·  1093 ·  1094 ·  1095 ·  1096 ·  1097 ·  1098 ·  1099 ·  1100 ·  1101 ·  1102 ·  1103 ·  1104 ·  1105 ·  1106 ·  1107 ·  1108 ·  1109 ·  1110 ·  1111 ·  1112 ·  1113 ·  1114 ·  1115 ·  1116 ·  1117 ·  1118 ·  1119 ·  1120 ·  1121 ·  1122 ·  1123 ·  1124 ·  1125 ·  1126 ·  1127 ·  1128 ·  1129 ·  1130 ·  1131 ·  1132 ·  1133 ·  1134 ·  1135 ·  1136 ·  1137 ·  1138 ·  1139 ·  1140 ·  1141 ·  1142 ·  1143 ·  1144 ·  1145 ·  1146